# 基斯坦奴·艾維斯·彭利拿
基斯坦奴·艾維斯·比利拿（Cristiano Alves Pereira，1980年10月9日—），一般被稱為基斯（Cris），是多哥的足球運動員，司職後防。於2006-07球季季中以借用形式加盟香港甲組足球聯賽球隊南華。基斯在球季後回到巴西，並跟隨所屬球會麥杜普利坦奴到瑞士習訓，最後遭球會放棄。在2007年7月份基斯透過經理人與南華洽談，以希望與南華達成新合約的共識。最終在7月29日與會方達成共識，簽訂新的合約。2009年離開南華。

## 國際賽生涯
基斯與一批其他的巴西出生球員，曾於2003年6月至7月代表多哥國家隊參加2004年非洲國家盃外圍賽。他亦曾在2003年6月29日，多哥對加納球會阿散蒂科托科的友誼賽中上陣。

## 外部連結
- 南華官方網站球員資料
- 香港足總球員資料（页面存档备份，存于）
- 巴西足總資料庫（页面存档备份，存于）